# Classic Endurance Racing

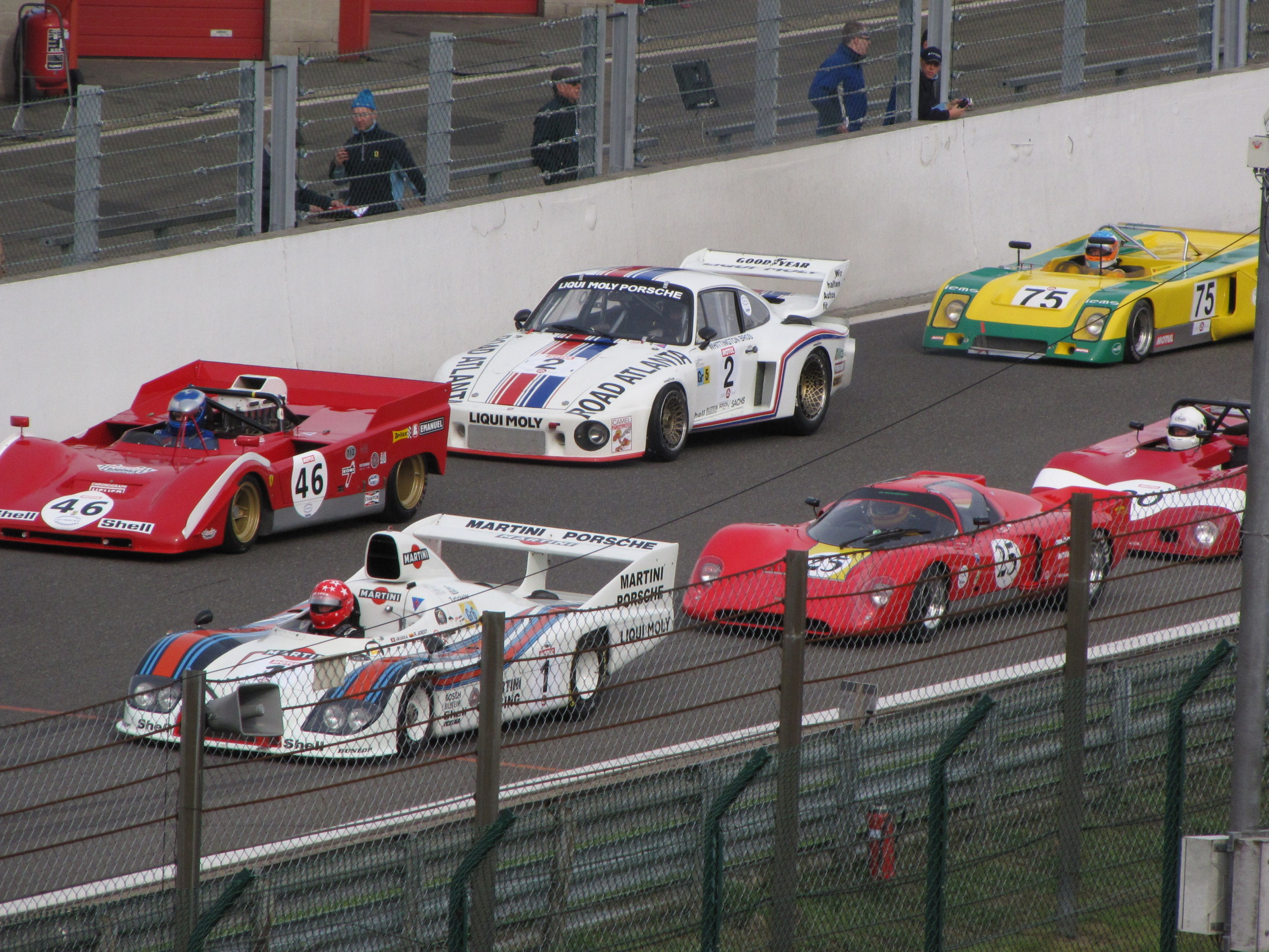
Vorbereitung der Qualifikation in Spa 2009

Die Classic Endurance Racing (CER) ist eine 2004 gegründete Rennserie im historischen Motorsport für GT-Fahrzeuge und Tourenwagen sowie Sportprototypen der Baujahre 1966 bis einschließlich 1979.

## Regelwerk

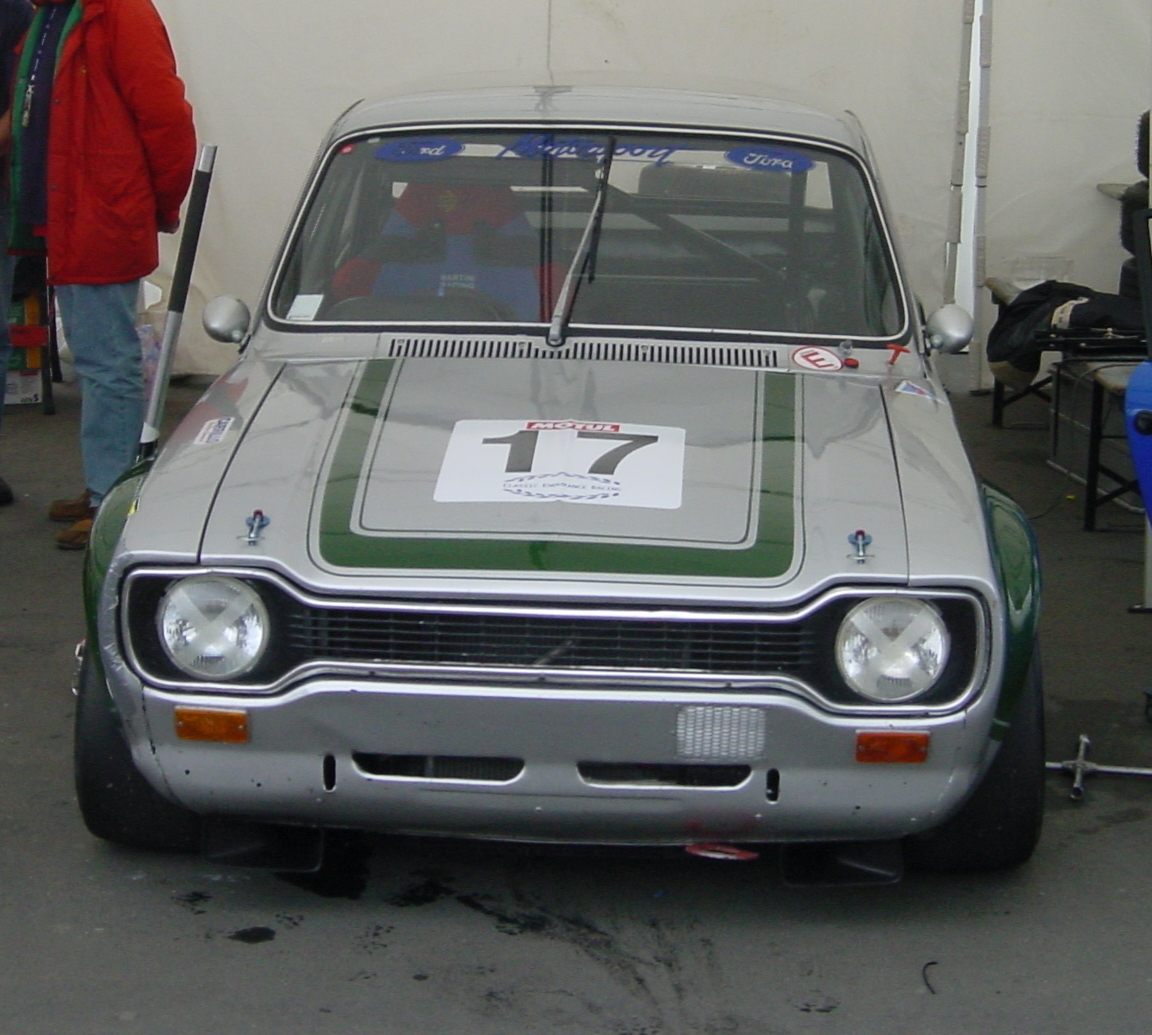
Ford Escort BDG im Fahrerlager, CER Nürburgring 2007

Startberechtigt sind derzeit ausschließlich Fahrzeuge, die an mindestens einem der damaligen Langstreckenrennen in Le Mans, Sebring, Daytona, Brands Hatch, Monza, Spa-Francorchamps, Nürburgring und Silverstone teilgenommen haben.
Die Rennserie deckt Grid5 und Grid6 der Le Mans Classic ab und ist ein Qualifikationsschritt, um an der im Turnus von zwei Jahren ausgetragenen Le Mans Classic teilzunehmen.
Die Classic Endurance Racing Serie umfasst fünf Rennen im Jahr über jeweils eine Stunde. Bis 2009 trat die Meisterschaft im Rahmen der 1000-km-Rennen der Le Mans Series an, geht seit 2010 mit zwei unabhängigen Läufen teilweise eigene Wege. Ein Rennwochenende besteht aus einer Trainingseinheit, zwei jeweils 30 Minuten langen Qualifikationssitzungen und einem Rennen von einer Stunde. Jeder Wagen kann von bis zu zwei Fahrern gesteuert werden. Um Fahrzeuge mit mehreren Fahrern nicht zu benachteiligen, muss jeder Teilnehmer zwischen der 25. und 35. Minute die Box aufsuchen. Außerdem ist während des Boxenstopps eine Standzeit von einer Minute vorgeschrieben, unabhängig davon ob ein Fahrerwechsel notwendig ist oder nicht. 
Professionelle Rennfahrer sind in der Serie zwar erlaubt, jedoch werden ihnen keine Meisterschaftspunkte gut geschrieben und nehmen daher nicht an der Meisterschaft teil. 
Das Starterfeld unterteilt sich in vier Gruppen:
- PROTO1: Sportprototypen gebaut und eingesetzt zwischen 1966 und 1972
- PROTO2: Sportprototypen gebaut und eingesetzt zwischen 1973 und inklusive 1979
- GT1: GT und Tourenwagen gebaut und eingesetzt zwischen 1966 und 1972
- GT2: GT und Tourenwagen gebaut und eingesetzt zwischen 1973 und inklusive 1979

## Rennen 2010
| Strecke             | Datum (2010)    | Veranstaltung                    |
| ------------------- | --------------- | -------------------------------- |
| Circuit Paul Ricard | 8.–10. April    | 8H of the Castellet              |
| Spa-Francorchamps   | 6.–8. Mai       | 1000 km of Spa                   |
| Monza               | 4.–6. Juni      | Coppa Intereuropa Storica        |
| Silverstone         | 9–11. September | Autosport 1000 km of Silverstone |
| Circuit Paul Ricard | 8.–10. Oktober  | Peter Auto                       |

Änderungen im Reglement gegenüber 2009
- Erstmals werden in der Saison 2010 Mindestgewichte für Prototypen festgelegt.
- Prototypen der Klasse P1 bis 1971 haben kein festgelegtes Mindestgewicht, unabhängig vom Hubraum des Motors
- Alle Prototypen in der Klasse P2 unter 3000 cm³ Hubraum haben ein Mindestgewicht von 600 kg
- Prototypen mit Motoren >3000 cm³ von 1972 bis 1975 haben ein Mindestgewicht von 650 kg
- Prototypen mit Motoren >3000 cm³ von 1976 bis 1979 haben ein Mindestgewicht von 700 kg